# Caspar-David-Friedrich-Stele (Krippen)

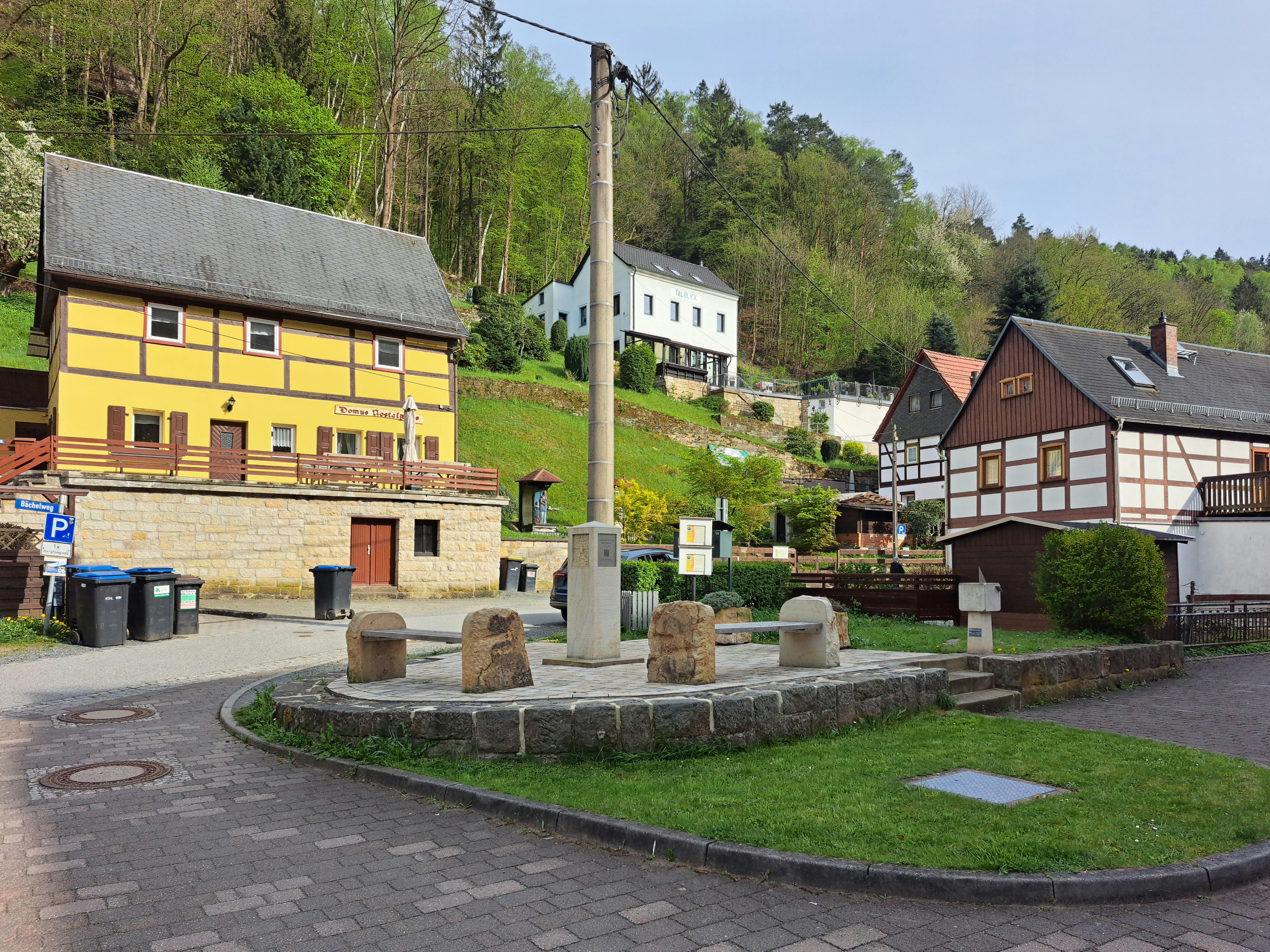
Ansicht zum Bächelweg

Das Caspar-David-Friedrich-Stele in Krippen, einem Ortsteil von Bad Schandau wurde anlässlich des 250sten Geburtstages von Caspar David Friedrich (1774–1840) am 16. November 2023 aufgestellt und um 11:30 feierlich enthüllt.
Das Relief der Stele zeigt außer einer Inschrift ein Seitenporträt des Malers. Das Relief entstand nach einer berühmten Bleistiftzeichnung Friedrichs. Ein weiteres zeigt ein Relief von Friedrichs Wanderer über dem Nebelmeer. Der Maler lebte sogar einige Monate in Krippen, wo er vom Frühjahr bis Sommer 1813 Zuflucht vor dem Kriegsgeschehen insbesondere den Franzosen bei seinem Freund Friedrich Gotthelf Kummer suchte. Letztlich zogen alle Kriegsparteien durch Dresden. Die Völkerschlacht bei Leipzig stand noch bevor. Sein Aufenthalt in Krippen schlug sich bei Friedrich im Krippener Skizzenbuch nieder. 
Die Gebirgslandschaft war ihm wiederum Inspirationsquelle seiner späteren Werke. Daran erinnert nun am Bächelweg in Krippen dieses neue Denkmal für den Künstler. In Anlehnung an historische Wegweisersäulen, wie sie einst den Malern der Romantik Orientierung in der Natur gaben, markiert die eineinhalb Meter hohe Sandstein-Stele den in Krippen beginnenden Caspar-David-Friedrich-Weg. Das von Bildhauermeister Jan Lorenz geschaffene Denkmal in Krippen samt Inschrift und Bildtafel wurde vom Verein Landschaf(f)t Zukunft und der Ostsächsischen Sparkasse Dresden gefördert.

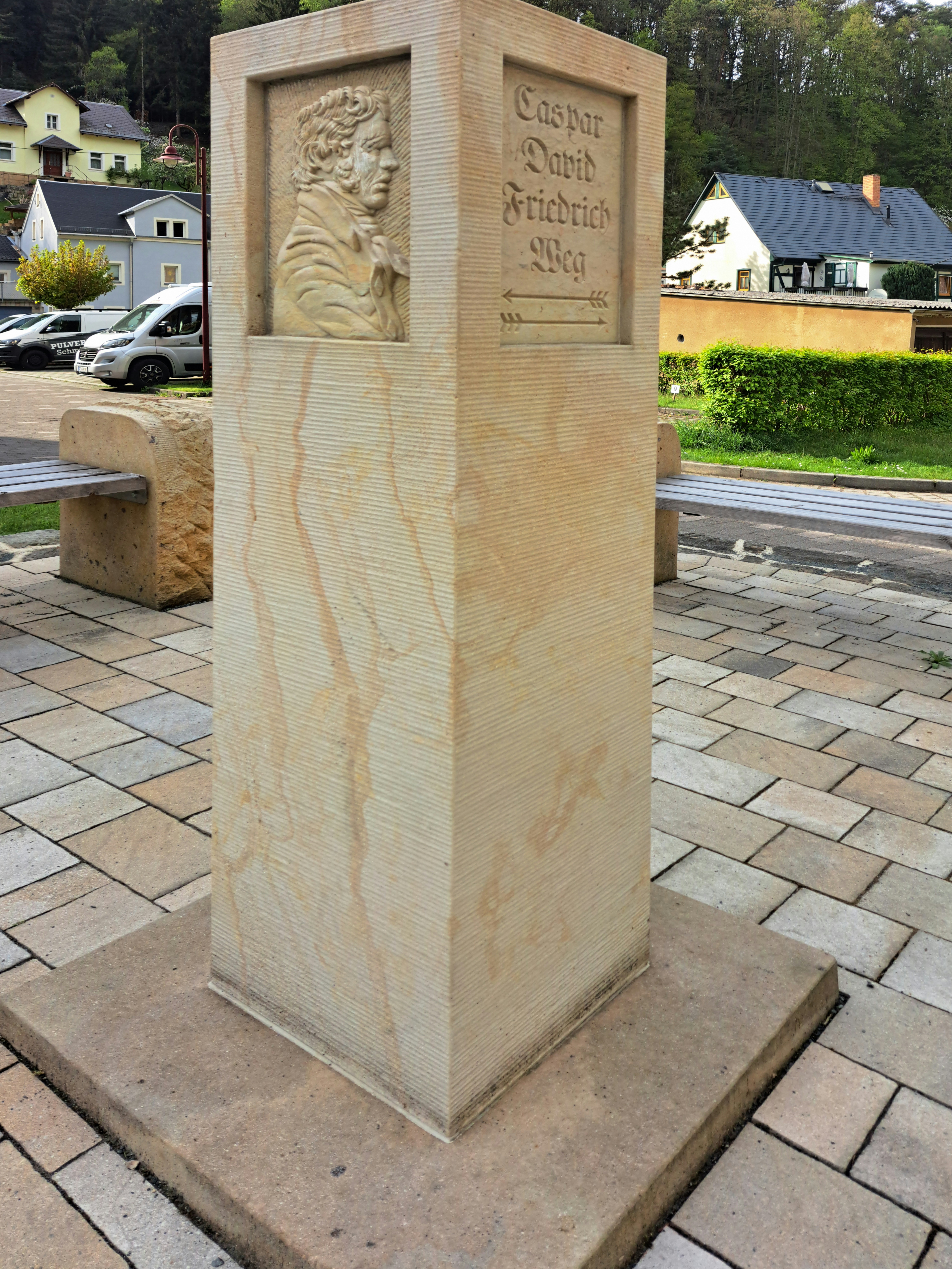
Ansicht 4
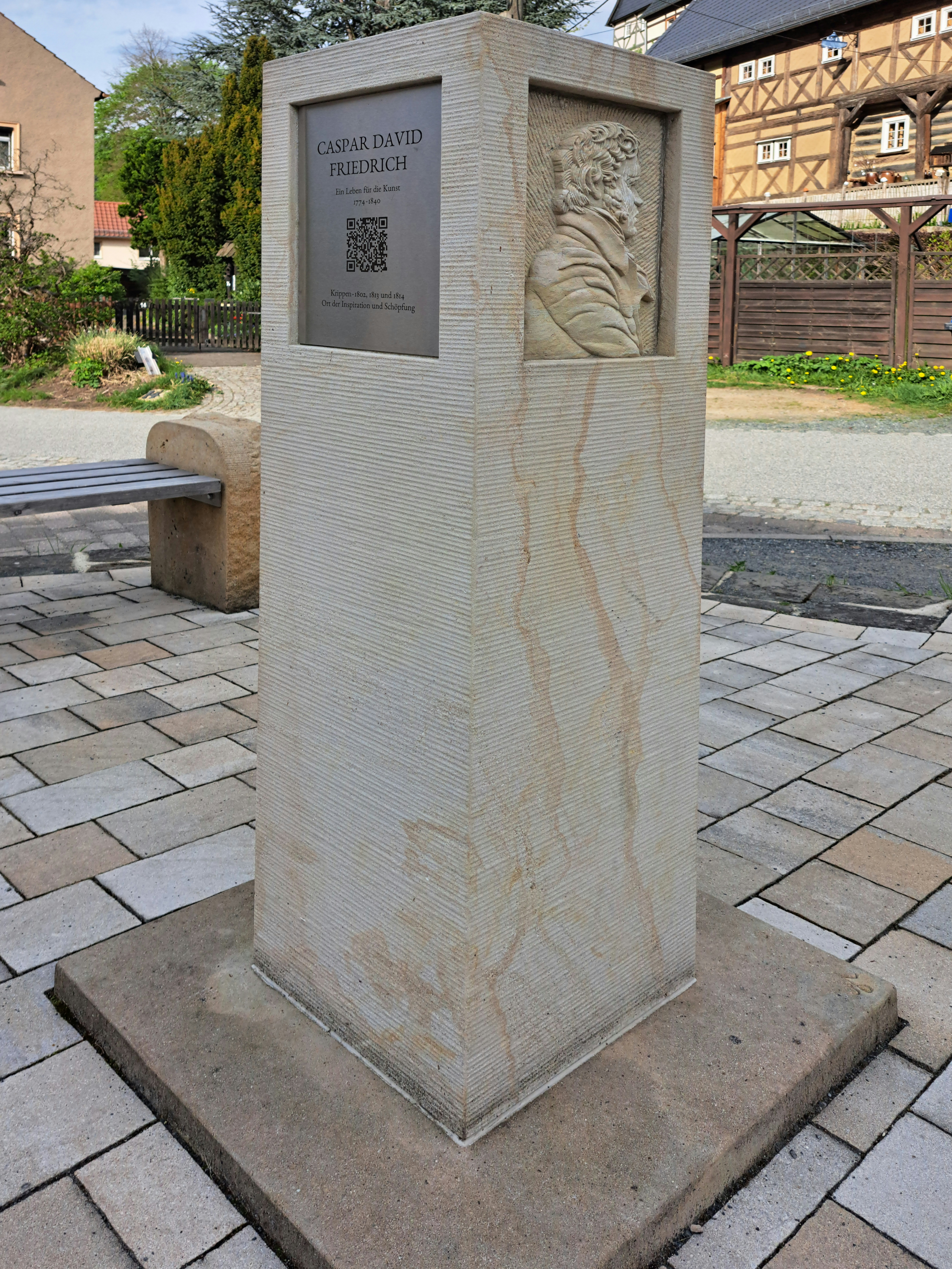
Ansicht 3
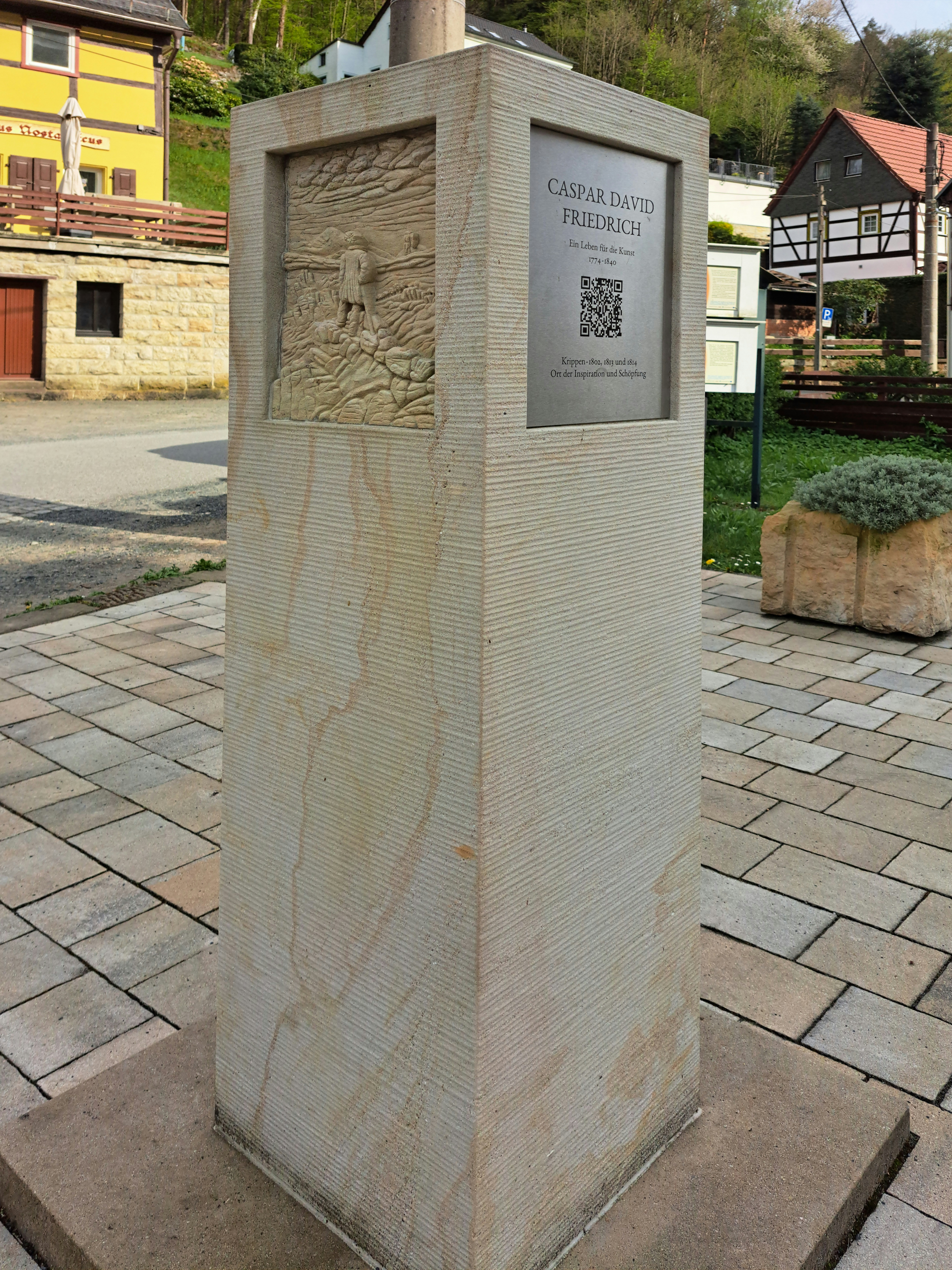
Ansicht 2
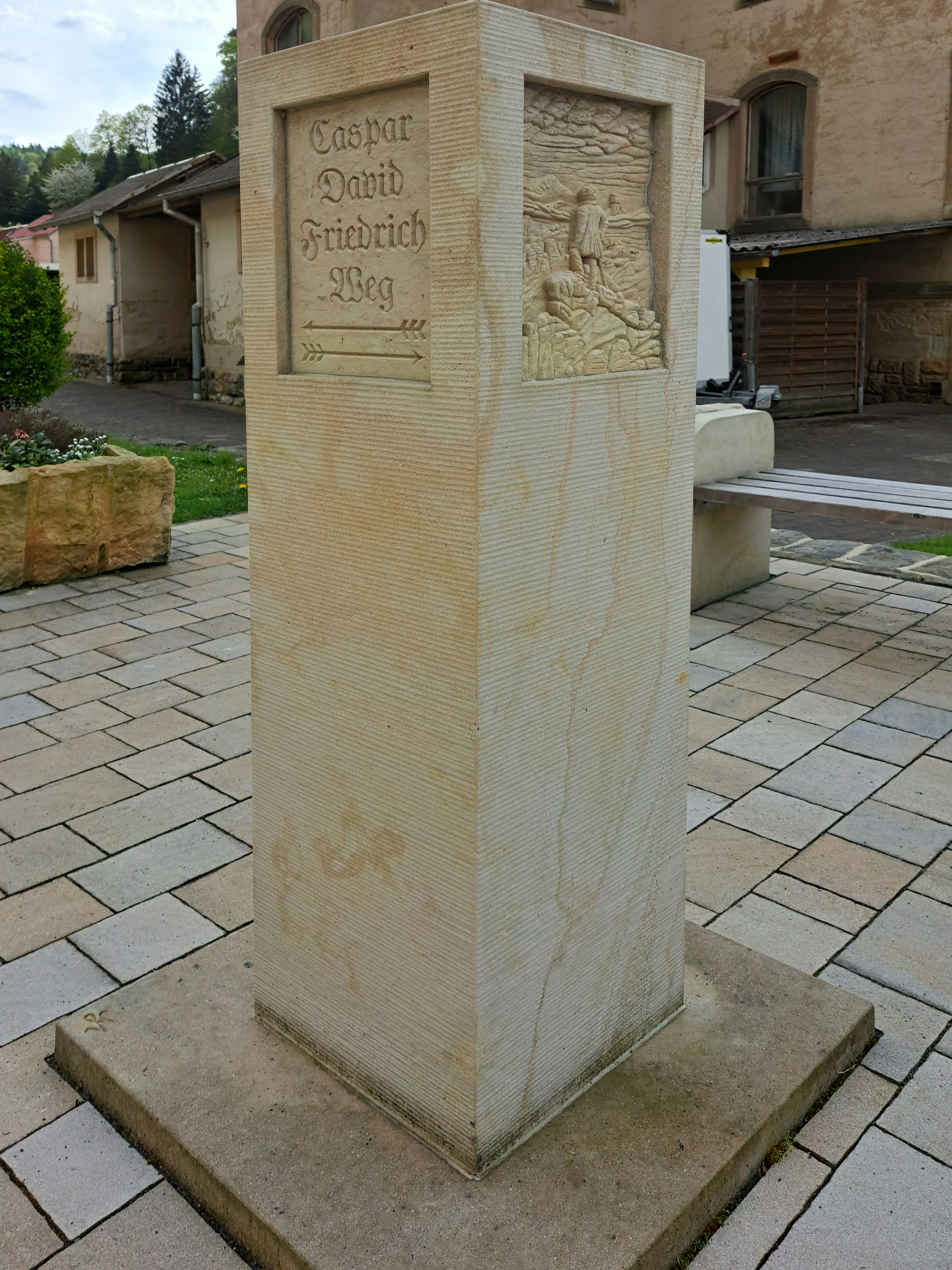
Ansicht 1

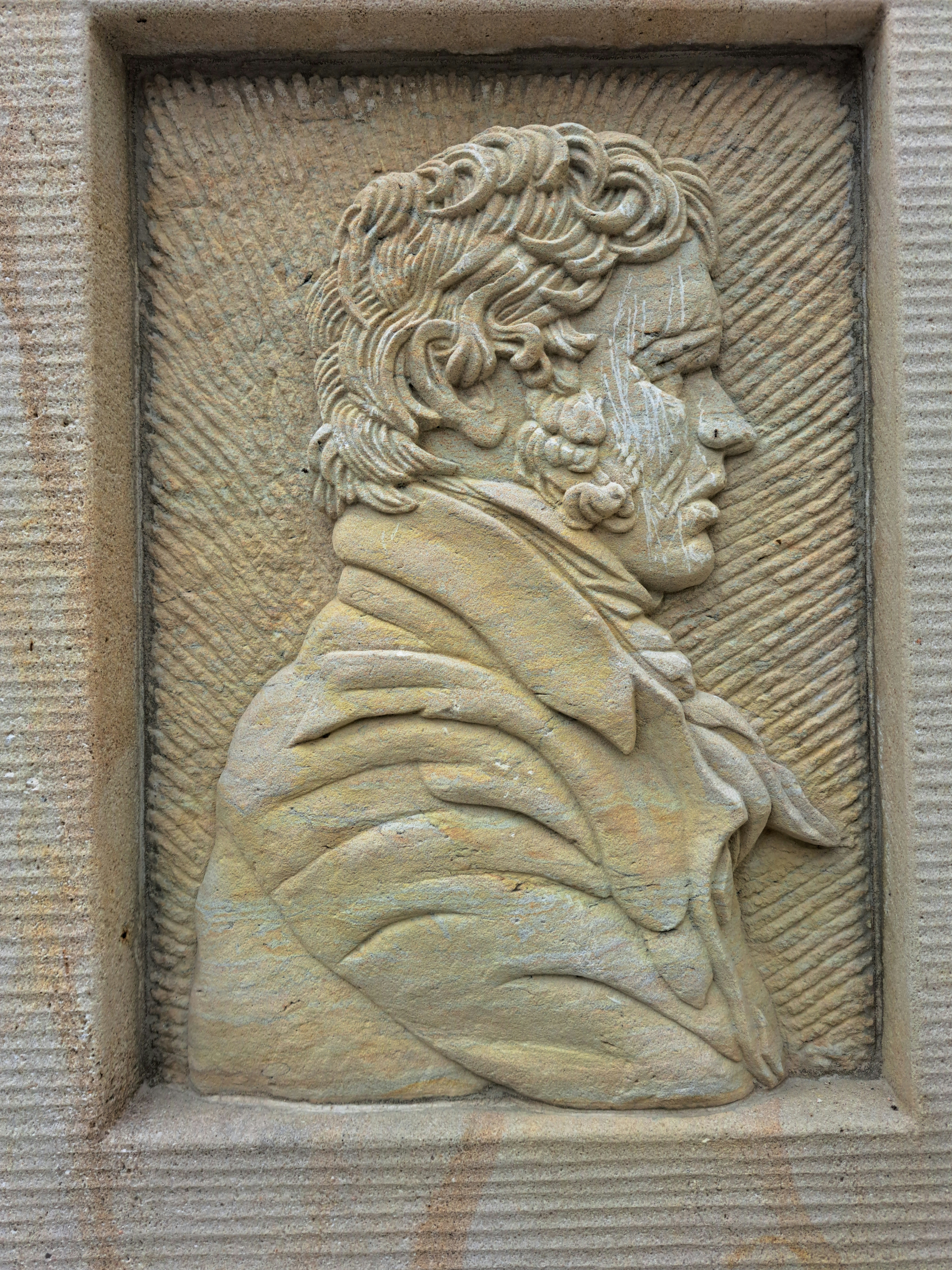
Detailansicht von Süden
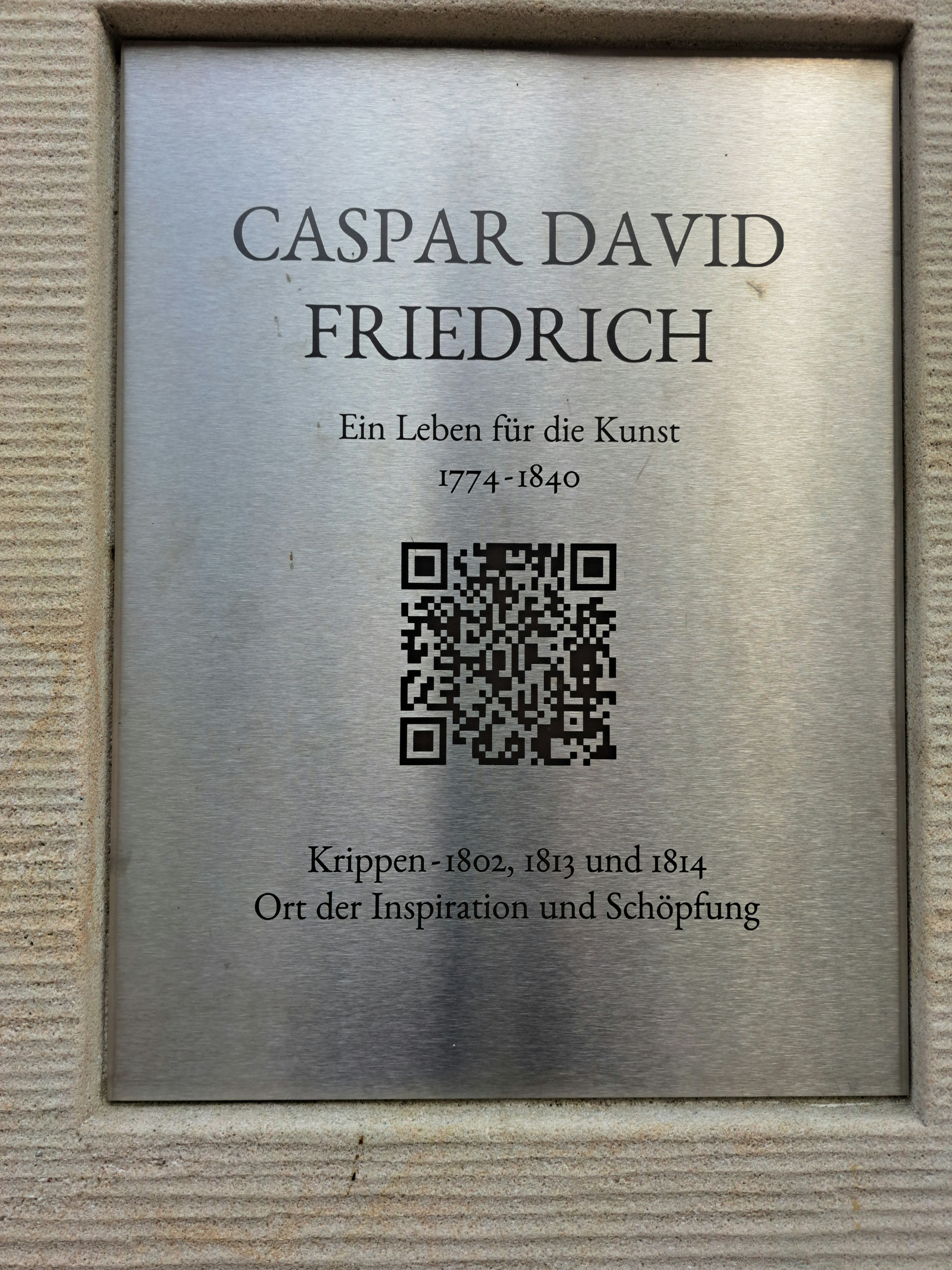
Detailansicht von Westen
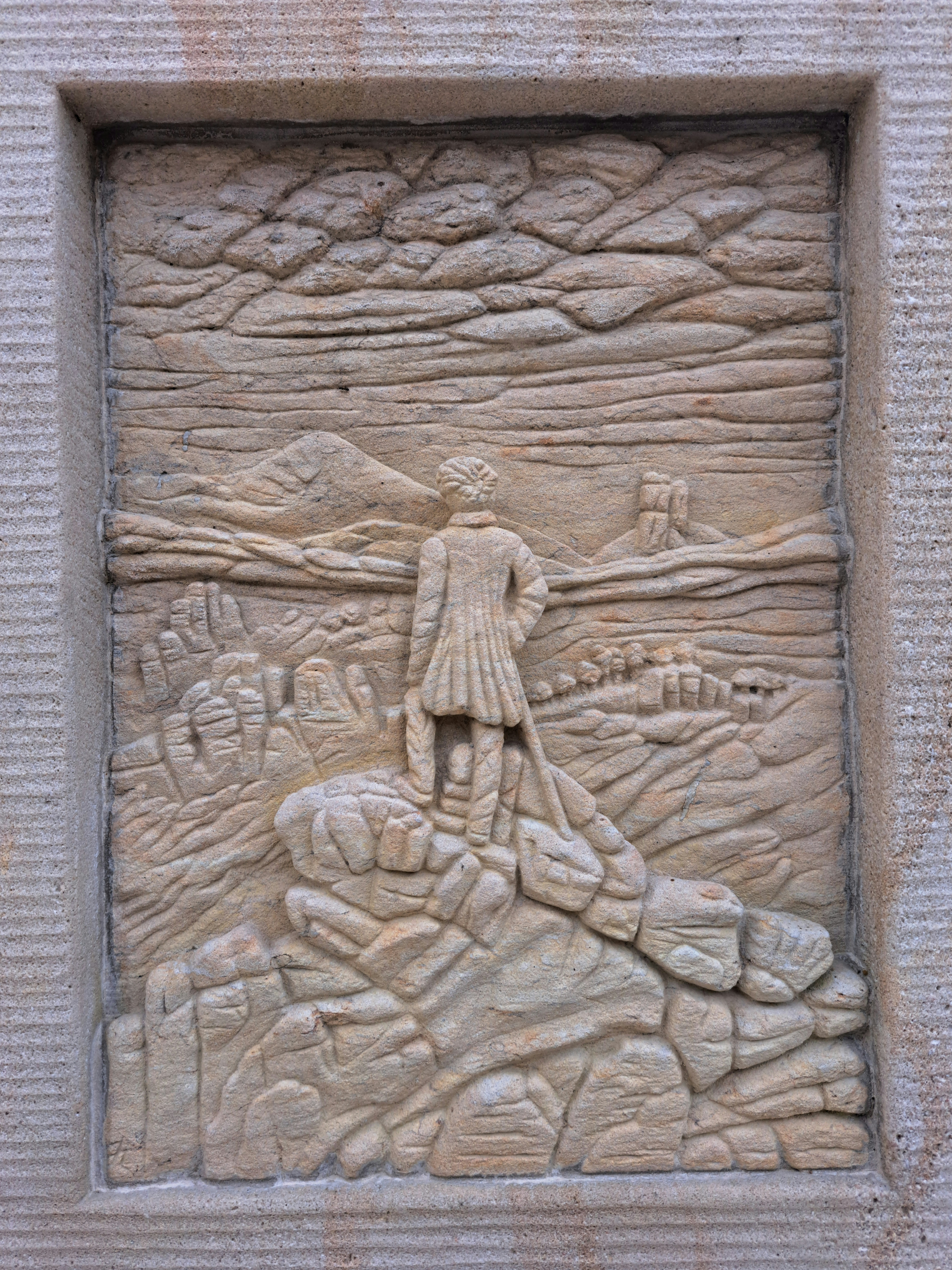
Detailansicht von Norden
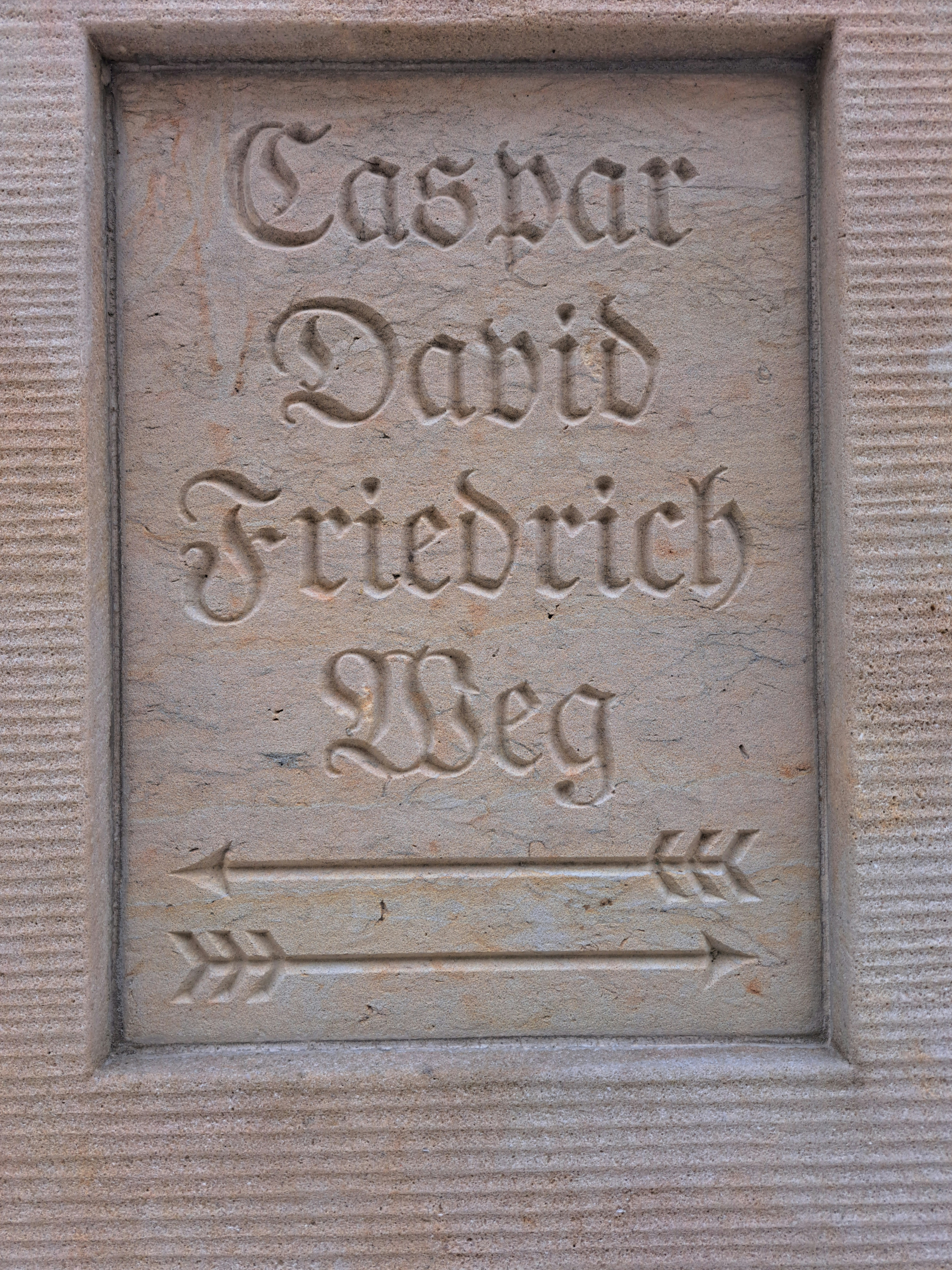
Detailansicht von Osten

Der Caspar-David-Friedrich-Weg ist als „Deutschlands Schönster Wanderweg 2025“ nominiert.